# Leschenaultia macquarti
Leschenaultia macquarti là một loài ruồi trong họ Tachinidae.